# 光ルーター
光ルーター（ひかりルーター）は、いわゆるルーターの一種で、特に光信号のルーティングに特化した装置。2010年現在はまだ研究段階の装置であり、実用化には至っていない。

## 概要
光ルーターの最大の特徴は「光信号を光のままスイッチングする」ことである（en:Optical IP Switchingも参照）。光信号のスイッチング自体は現在一般に使われているルーターでも可能ではあるが、現在のルーターはスイッチングの際に光信号を一旦電気信号に変換した上でスイッチングを行い、最後に信号を光信号に再変換することでスイッチングを実現しているため、消費電力や処理のオーバーヘッドが大きい。これに対し光ルーターは光信号を光のままスイッチングするため、実用化された際には内部構造がシンプルとなり消費電力の削減・高速化が容易になることが期待されている。
日本では情報通信研究機構（NICT）らが中心となって研究開発を進めているが、2010年4月に行われた行政刷新会議の事業仕分け第2弾ではこの「光ルータの研究開発」が議論の俎上に載せられ、一時仕分人から開発不要論が出たことで話題となった。

## 内部構造
光ルータと一口に言っても内部構造にはいくつかのタイプが有る。

### 光波長スイッチ
光信号を波長単位で通信路に割り当てるタイプ。基本的には現在の光波長多重通信を発展させ、利用する波長をダイナミックに切り替えられるようにしたもの。

### 光バーストスイッチ
入力された光信号をMEMS技術を応用したミラーチップなどを用いてスイッチングするもの。スイッチング速度は数msから数十ms程度。

### 光パケットスイッチ
入力された光信号をパケット単位でスイッチングするもの。現在の電気信号によるルータと全く同等の機能が期待できるが、技術的には最も高度で難易度が高い。